# Silvestro Belli

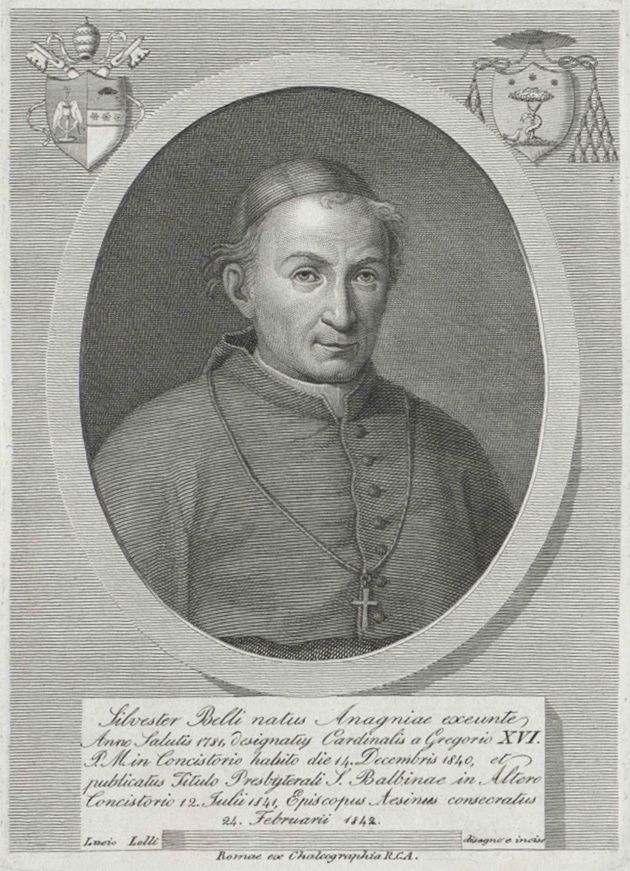
Silvestro Kardinal Belli (Stich um 1843)

Silvestro Belli (auch Silvester Belli; * 29. Dezember 1781 in Anagni; † 9. September 1844 in Jesi) war ein katholischer Bischof und Kardinal.

## Werdegang
Er stammte aus einer patrizischen Familie und studierte in Rom Rechtswissenschaften. Danach trat er in den Dienst der Kurie. Papst Pius VIII. ernannte ihn am 2. Juli 1830 zum Hausprälat Seiner Heiligkeit. Nach verschiedenen Ämtern an den Tribunalen der Römischen Kurie war er nacheinander Apostolischer Delegat in Benevent, in Orvieto und in Fermo. Zurück in Rom, wurde er am 29. Juni 1834 zum Kanoniker der Vatikanbasilika ernannt.
Papst Gregor XVI. kreierte Silvestro Belli im Konsistorium vom Dezember 1840 in pectore zum Kardinal. Am 12. Juli 1841 wurde diese Erhebung publiziert und Belli als Kardinalpriester mit der Titelkirche Santa Balbina in das Kardinalskollegium aufgenommen.
Am 24. Januar 1842 wurde er zum Bischof von Jesi ernannt. Die Bischofsweihe spendete ihm der Kardinalbischof von Porto e Santa Rufina, Carlo Maria Pedicini, am 24. Februar desselben Jahres; Mitkonsekratoren waren Erzbischof Fabio Maria Asquini, Sekretär der Kongregation für die Bischöfe und Regularen, und Kurienbischof Stefano Scerra.
Silvestro Kardinal Belli starb im Alter von 62 Jahren und wurde im Dom von Jesi beigesetzt.